# NGC 6110
NGC 6110 é uma galáxia espiral (Sab) localizada na direcção da constelação de Corona Borealis. Possui uma declinação de +35° 05' 15" e uma ascensão recta de 16 horas, 17 minutos e 43,9 segundos.
A galáxia NGC 6110 foi descoberta em 10 de Julho de 1880 por Édouard Jean-Marie Stephan.